# Mamihlapinatapai
Mamihlapinatapai (иногда пишут mamihlapinatapei, обычно читается как «мамихлапинатапай») — слово из исчезнувшего языка ямана, на котором говорили яганы, коренное население архипелага Огненная Земля. Оно указано в книге рекордов Гиннесса в качестве «наиболее ёмкого слова» и считается одним из самых трудных для перевода. Оно означает «смотреть друг на друга в надежде, чтобы другой человек начал делать то, что им обоим нужно, но что никто не желает делать».
Слово состоит из рефлексивного/пассивного префикса ma- (перед гласным — mam-), корня ihlapi (произносится [iɬapi]), что значит «быть в недоумении, что делать дальше», суффикса -n (указывает на статичность), суффикса -ate (обозначает достижение) и суффикса двойственного числа -apai, который вместе с рефлексивным mam- обозначает взаимность.

## В искусстве
- «Mamihlapinatapei» — название песни американского актёра и музыканта Ронни Кокса из альбома 2004 года «Ronny Cox Live».
- «Мамихлапинатапаи»[1] — независимый театр, созданный в Иркутске в 2022 году. В действующем репертуаре театра есть такие спектакли, как «Загадочные вариации», «Фанатки» и «Смешанные чувства». Также среди постановок театра — спектакли «Техника дыхания в безвоздушном пространстве» и «Идеальный муж».

## В бизнесе
- «Мамихлапинатана» — издательский дом, существовавший с 2016 по 2020 годы. Выпускал журнал «Батенька, да вы трансформер», а также владел новостным порталом «Breaking Mad», образовательным проектом «Открытая планёрка», литературным журналом «Носорог»[2] и онлайн-радиостанцией «Глаголев FM». Объявил о закрытии в 2020 году[3].